# 尘埃拉力赛
《尘埃拉力赛》是由Codemasters製作和發佈的一款Microsoft Windows上運行的赛车模拟游戏。该游戏的Steam抢先体验版于2015年4月27日发布，完整版于12月7日发布。 PlayStation 4、Xbox One和实体PC DVD版本于2016年4月5日发布。Feral Interactive开发的Linux和MacOS版本于2017年3月2日发布。 续集《尘埃拉力赛2》于2019年2月发布。

## 外部鏈接
- 官方网站